# Aufruf der Kulturschaffenden

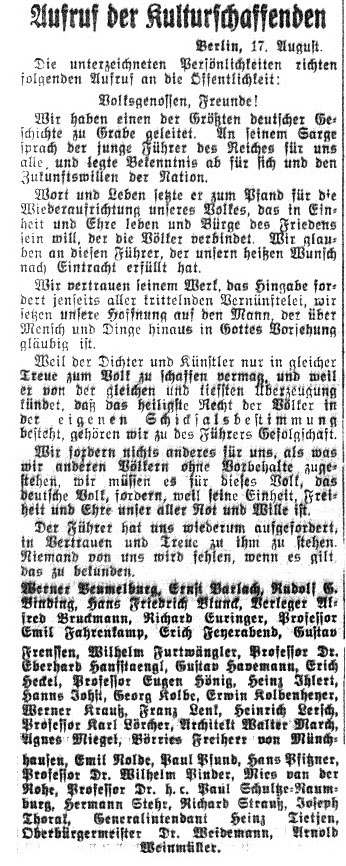
Joseph Goebbels: Aufruf der Kulturschaffenden. Ausschnitt aus Völkischer Beobachter vom 18. August 1934

Der Aufruf der Kulturschaffenden, ein von Joseph Goebbels formuliertes Manifest, erschien am 18. August 1934 im Völkischen Beobachter, dem Parteiorgan der NSDAP, am Vorabend der Volksabstimmung über das Staatsoberhaupt des Deutschen Reichs. Mit diesem Plebiszit sechs Wochen nach dem sogenannten Röhm-Putsch und zwei Wochen nach dem Tod des Reichspräsidenten Paul von Hindenburg wollte sich die Regierung Hitler die von ihr bereits am 1. August 1934 beschlossene Übernahme des Amtes des Staatsoberhauptes (Reichspräsident) durch den Regierungschef (Reichskanzler Adolf Hitler) vom Volk bestätigen lassen.
Die 37 Unterzeichner waren:
- Werner Beumelburg
- Ernst Barlach
- Rudolf G. Binding
- Hans Friedrich Blunck
- Hugo Bruckmann
- Richard Euringer
- Emil Fahrenkamp
- Erich Feyerabend
- Gustav Frenssen
- Wilhelm Furtwängler
- Eberhard Hanfstaengl
- Gustav Havemann
- Erich Heckel
- Eugen Hönig
- Heinz Ihlert
- Hanns Johst
- Georg Kolbe
- Erwin Kolbenheyer
- Werner Krauß
- Franz Lenk
- Heinrich Lersch
- Karl Lörcher
- Walter March
- Agnes Miegel
- Ludwig Mies van der Rohe
- Börries Freiherr von Münchhausen
- Emil Nolde
- Paul Pfund
- Hans Pfitzner
- Wilhelm Pinder
- Paul Schultze-Naumburg
- Hermann Stehr
- Richard Strauss
- Joseph Thorak
- Heinz Tietjen
- Johannes Weidemann
- Adolf Weinmüller

Die Volksabstimmung erbrachte Hitler am 19. August 1934 eine deutliche Mehrheit von 89,9 %.
Von Goebbels und Hitler wurden 1944 folgende Unterzeichner des Aufrufs auf die sogenannte Gottbegnadeten-Liste gesetzt: Hanns Johst, Georg Kolbe, Erwin Guido Kolbenheyer, Agnes Miegel, Hans Pfitzner, Josef Thorak, Hans Friedrich Blunck, Gustav Frenssen, Wilhelm Furtwängler, Werner Krauß, Börries Freiherr von Münchhausen, Paul Schultze-Naumburg und Richard Strauss.